# Головна протока підшлункової залози

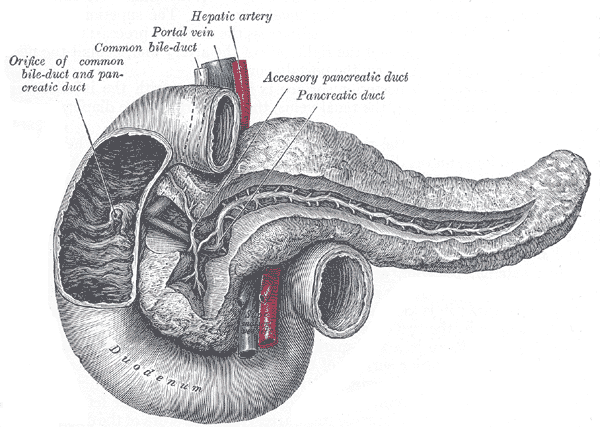
Головна протока підшлункової залози

Головна протока підшлункової залози або панкреатична протока (лат. ductus pancreaticus) — протока, по якій сік підшлункової залози потрапляє в дванадцятипалу кишку. Головна протока підшлункової залози була описана в 1642 році німецьким анатомом Йоганном Вірзунгом (1589—1643), тому її також називають вірзунговою протокою.

## Форма головної протоки
Форма протоки може бути дугоподібною, коліноподібною та S-подібною і, в основному, повторює форму підшлункової залози. У більшості випадків основний вигин головної протоки розміщений в області головки підшлункової залози, а частина протоки в тілі залози більш-менш прямолінійна. При проходженні уздовж залози протока приймає дрібніші протоки, поступово збільшуючись у діаметрі. Усі елементи протокової системи відрізняються великою варіабельністю. Можна виділити два типи її будови: магістральний та розсипний.
При магістральному типі число дрібніших проток, що впадають до головної протоки, від 18 до 34, а відстань між ними коливається від 0,5 до 1,5 см. При розсипному типі кількість дрібних проток, що впадають, досягає 60, а проміжки між ними зменшуються до 0 ,8-2 мм. Діаметр протоки: у сфері хвоста підшлункової залози — 1,0—1,7 мм, у сфері тіла — 2,4—2,6 мм, у сфері головки — 2,6—3,3 мм.[2] 

## Сфінктери
Регулювання надходження панкреатичного соку в дванадцятипалу кишку відбувається за допомогою сфінктера панкреатичної протоки (у місці злиття головної протоки підшлункової залози з загальною жовчною протокою) і, далі, через сфінктер Одді (при впаданні в дванадцятипалу кишку).